# Casal als carrers Bellaire, Clivillers, Serra i Ginesta (Olot)
El Casal als carrers Bellaire, Clivillers, Serra i Ginesta és una obra d'Olot (Garrotxa) inclosa a l'Inventari del Patrimoni Arquitectònic de Catalunya.

## Descripció
És un gran casal de planta rectangular amb les façanes als carrers Clivillers, Serra i Ginesta i Bellaire. Disposa de baixos -amb els murs decorats amb estuc imitant encoixinats amb la pedra- i tres pisos superiors -la façana del carrer Bellaire disposa de quatre pisos-. Els dos primers tenen balcons sostinguts per mènsules decorades amb fullatges estilitzats i coronats per un entaulament d'estuc; aquests mateixos motius es repeteixen a les finestres del tercer pis. Les façanes varen ser estucades imitant grans blocs de pedra.

## Història
Durant el segle xvi, la ciutat d'Olot viu uns moments de gran prosperitat econòmica; mols immigrants de remença arriben a la vila i el creixement urbà es fa necessari. S'edifiquen el carrer Major, antic camí que comunicava l'església del Tura amb la de Sant Esteve, part del carrer de Sant Rafael, el carrer dels Sastres, la Plaça Major i la majoria dels carrers adjacents. Durant els segles XVIII, XIX i XX es van fer reformes als carrers esmentats, penetrant l'estil neoclàssic, l'eclecticisme i per damunt de tot el Modernisme i el Noucentisme.